# 565139 Sumshchyna
565139 Sumshchyna è un asteroide della fascia principale. Scoperto nel 2005, presenta un'orbita caratterizzata da un semiasse maggiore pari a 2,3154917 au e da un'eccentricità di 0,1532254, inclinata di 3,57148° rispetto all'eclittica.